# اکاترینا پولشچوک
اکاترینا پولشچوک (به روسی: Екатерина Полищук؛ زادهٔ ۲۴ مارس ۱۹۹۴) یک کشتی‌گیر آزادکار اهل روسیه است.
از افتخارات وی می‌توان به کسب مدال برنز مسابقات قهرمانی کشتی جهان ۲۰۱۹ اشاره کرد.